# Антродемус
Антродемус (лат. Antrodemus, буквально: камерный) — сомнительный род тероподовых динозавров из поздней юры. Окаменелости найдены в Мидл-Парк, штат Колорадо, США, вероятно, в формации Моррисон. Включает единственный вид Antrodemus valens, изначально описанный и названный Джозефом Лейди в 1870 году как вид в составе рода Poekilopleuron.

## Открытие и виды

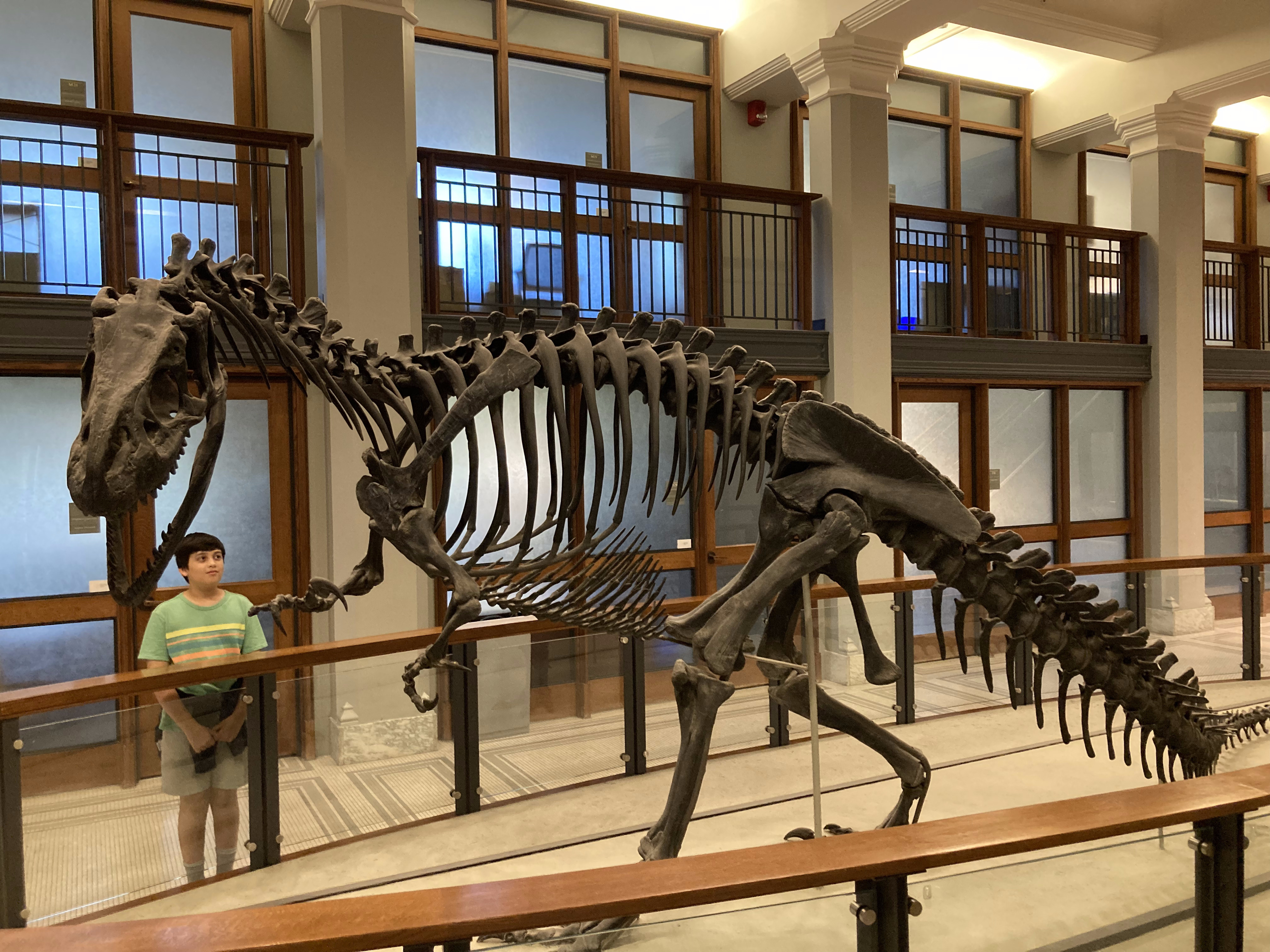
Скелет антродемуса в отделе геологических наук Принстона в Гайот-холле (вид сбоку).

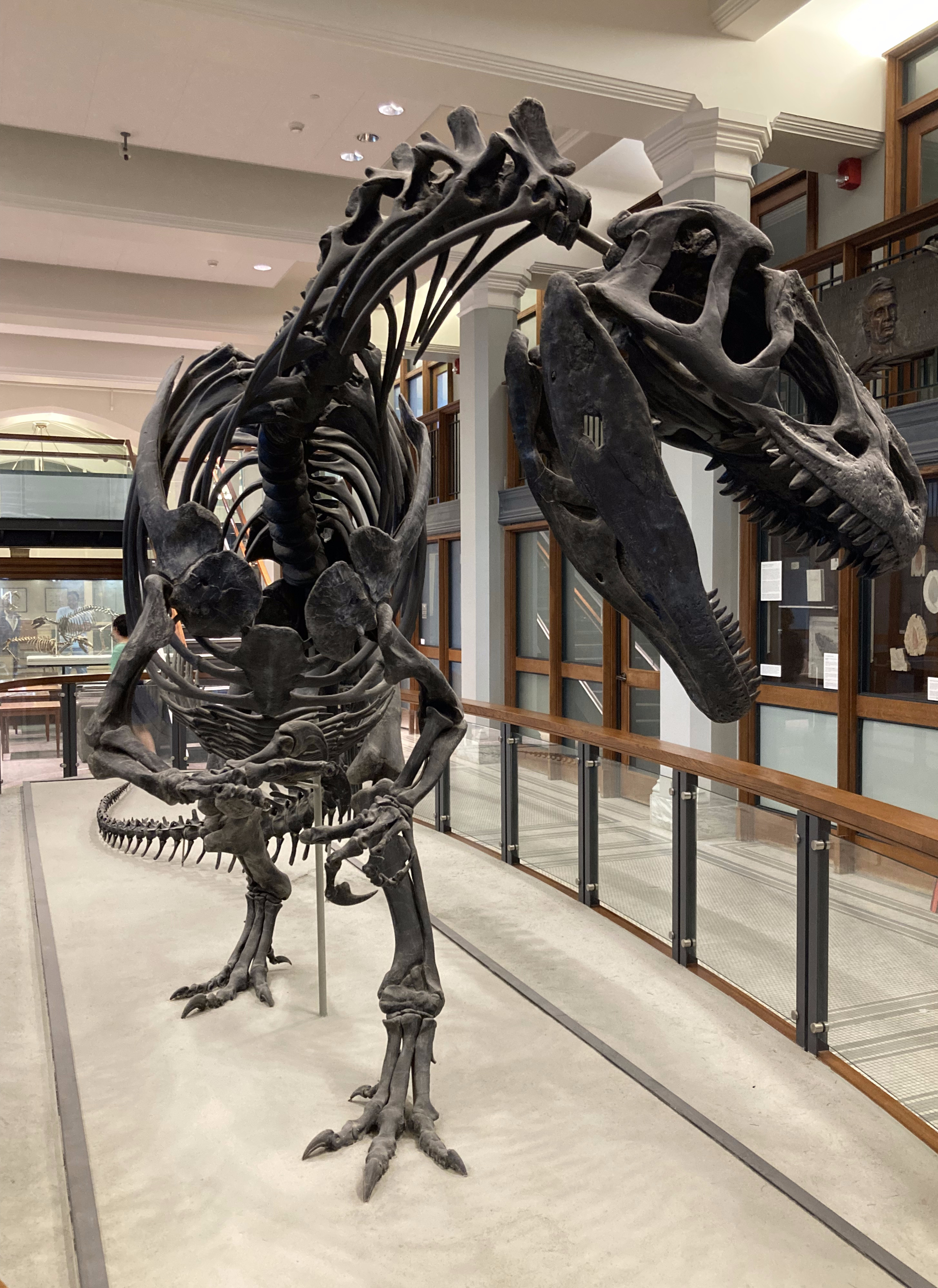
Скелет антродемуса в отделе геологических наук Принстона в Гайот-холле (вид спереди).

Первый описанный ископаемый образец являлся костью, предоставленной Фердинандом Гайденом в 1869 году (кто именно нашёл кость — неизвестно). Кость была найдена в Мидл-Парк близ Гранби, Колорадо, вероятно, в породах формации Моррисон. Гайден сообщил, что несколько подобных окаменелостей были идентифицированы как окаменелые лошадиные копыта. Этот образец Гайден отправил Джозефу Лейди, который опознал его как половину хвостового позвонка и предварительно отнёс его к европейскому роду динозавров Poekilopleuron как Poicilopleuron [sic] valens на основании общего наличия большой костномозговой полости. Он опознал у P. valens наличие трабекулы как характерный признак P. bucklandii, но также отметил, что если у остатков будет обнаружено больше признаков, которые позволят с достаточной уверенностью различать два таксона, то новый таксон следует назвать Antrodemus. В 1873 году он исправил своё описание и определил вид как Antrodemus valens.
В 1920 году Чарльз Гилмор заключил, что хвостовой позвонок, описанный Лейди как антродемус, неотличим от хвостовых позвонков аллозавра, и название антродемус является предпочтительным в силу того, что появилось раньше. На более чем пятьдесят лет антродемус стал общепринятым названием этого рода, пока Джеймс Генри Мадсен не опубликовал описание образцов аллозавра из Кливленд-Ллойд и заключил, что следует использовать название «аллозавр», поскольку описание андродемуса основано на материале со слабыми, если вообще возможными признаками для диагностики, и без сведений о месте обнаружения (неизвестна, например, геологическая формация, из которой извлечена единственная кость антродемуса). Последующие авторы согласились с этой оценкой и закрепили за антродемусом статус nomen dubium.